# فمینیسم در شیلی

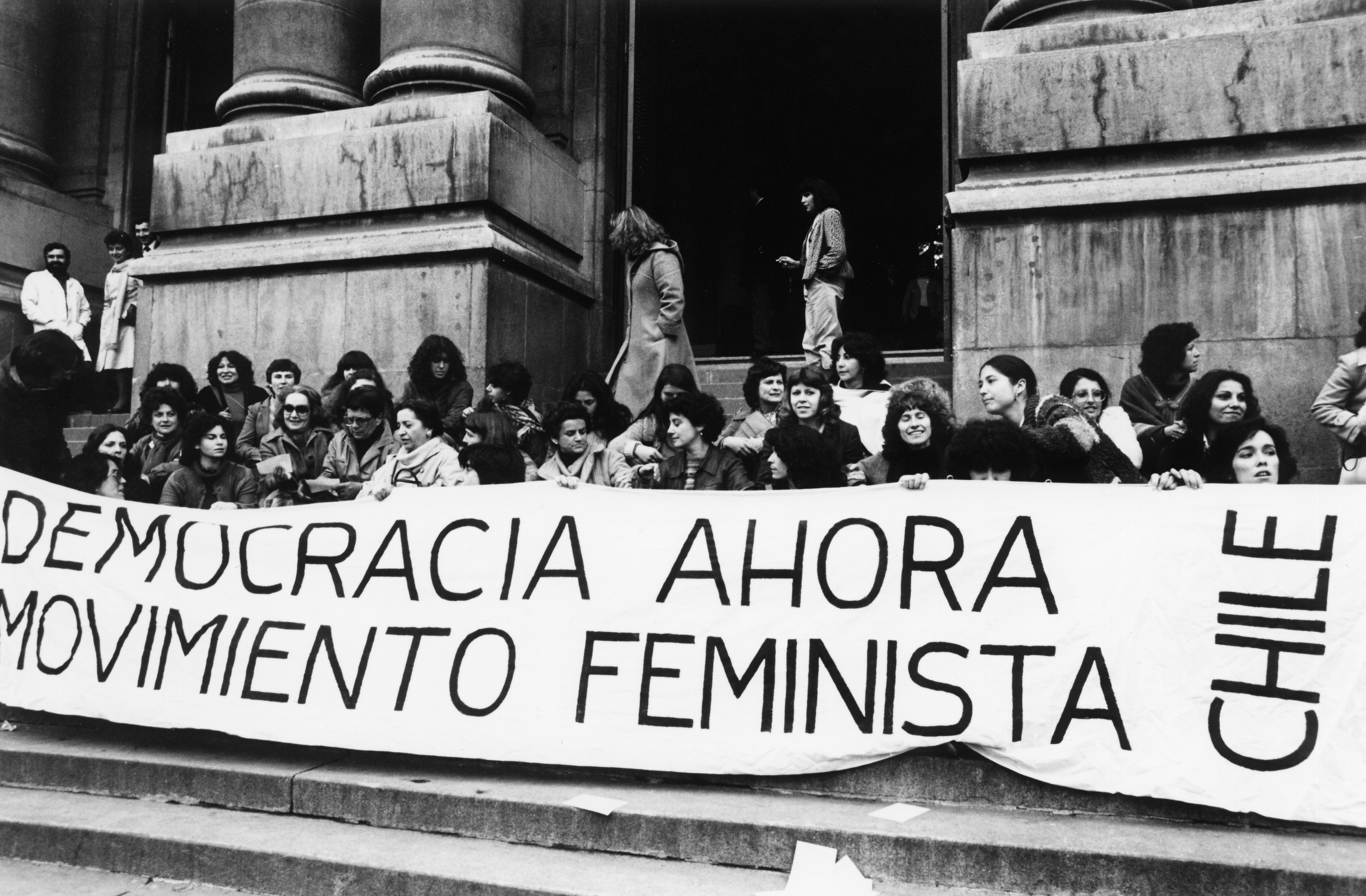
Chilean women protest against the Pinochet regime

فمینیسم در شیلی مجموعه‌ای از تاریخ مبارزات زنان شیلی است که در تلاش برای پیشرفت زنان در احقاق حقوق خود و توسعه جامعه بوده‌اند. این جنبش تحت تأثیر ساختارهای سیاسی، اقتصادی و اجتماعی این کشور شکل گرفته‌ است. از قرن نوزدهم میلادی، زنان شیلیایی با هدف دستیابی به حقوق سیاسی، خود را سازمان‌دهی کرده و به مبارزه پرداخته‌اند. با این حال، این تلاش‌ها در کشوری که یکی از محافظه‌کارترین جوامع در آمریکای لاتین به شمار می‌رود، با موانع بسیاری مواجه بوده است. «حلقه مطالعات زنان» (Círculo de Estudios de la Mujer) نمونه‌ای پیشگام از سازمان‌های زنان در دوره دیکتاتوری پینوشه (۱۹۷۳–۱۹۸۹) بود که نقش‌ها و حقوق زنان در جامعه را بازتعریف کرد و حقوق مادران را با حقوق زنان و آزادی‌های مدنی آنان پیوند داد. اعضای مؤسس این حلقه، گروه کوچکی از فمینیست‌های سانتیاگو بودند که از آکادمی انسان‌گرایی مسیحی برخاسته بودند. این زنان برای بحث درباره وضعیت زنان در شیلی گرد هم آمدند و اولین نشست آن‌ها با حضور بیش از ۳۰۰ نفر برگزار شد؛ از آنجا بود که زندگی تحت اقتدار مردسالارانه در سانتیاگو را به چالش کشیدند و به شکل‌گیری حقوق زنان در این کشور کمک کردند. 

## تاریخچه اولیه فمینیسم در شیلی
با وجود نفوذ عمیق کاتولیسیسم در شیلی، برخی از اولین جنبش‌های فمینیستی به‌طور پارادوکسیکال از سوی زنان محافظه‌کار اجتماعی شکل گرفتند. در سال ۱۹۱۲، زنان طبقه متوسط به بالا، که عموماً محافظه‌کار بودند؛ شروع به حمایت از زنان کارگر کردند. اولین سازمان‌های زنان در شیلی حوالی سال ۱۹۱۵ شکل گرفتند، اما برخلاف بسیاری از کشورهای دیگر، این زنان اغلب از طبقه متوسط رو به بالا بودند. این سازمان‌ها به زنان این طبقه اجازه دادند تا مسائل مورد علاقه خود در حوزه فمینیسم را بررسی کنند و بر موضوعاتی که فمینیست‌های طبقه متوسط به بالا مهم می‌دانستند تمرکز کنند.یکی از اولین نمونه‌های این جنبش‌ها در تاریخ شیلی در ۱۷ ژوئن ۱۹۱۵ رخ داد، زمانی که یک دانشجوی جوان دانشگاه، دیپلمات و بعدها فعال حقوق زنان به نام آماندا لابارکا، گروهی به نام «حلقه خوانش» (Círculo de Lectura) را تأسیس کرد. او از این طریق فرهنگ شیلیایی را در میان زنان ترویج داد و با تلاش برای تضمین دسترسی همه زنان به آموزش، بدون توجه به جایگاه اجتماعی یا وابستگی‌های سیاسی، تغییرات مثبتی در جامعه زنان ایجاد کرد. فمینیسم اولیه در شیلی همچنین از جنبش‌های فمینیستی بین‌المللی الهام گرفت، اما به‌طور خاص با فرهنگ شیلی سازگار شد. به‌طور کلی، این دوره به‌عنوان آغاز موج اول فمینیسم در میان زنان شیلی شناخته می‌شود.

## تاریخچه
در اوایل قرن بیستم، جنبش فمینیستی در شیلی به یکی از منسجم‌ترین جنبش‌ها در آمریکای جنوبی تبدیل شد. سه سازمان بزرگ که نماینده طبقات مختلف اجتماعی بودند در این دوره فعال بودند: «کلوپ بانوان» (Club de Señoras) در سانتیاگو که زنان مرفه‌تر را نمایندگی می‌کرد؛ «شورای ملی زنان» (Consejo Nacional de Mujeres) که طبقه کارگر، مانند معلمان، را شامل می‌شد؛ و سازمان دیگری که زنان کارگر برای بهبود شرایط آموزشی و اجتماعی عمومی تشکیل داده بودند. «حلقه خوانش بانوان» در سال ۱۹۱۵ توسط دلیا ماته د ایسکیردو در سانتیاگو تأسیس شد و تنها یک ماه بعد، کلوپ بانوان توسط آماندا لابارکا پایه‌گذاری گردید. موفقیت زنانی مانند لابارکا تا حد زیادی به ارتباطات و تجربیات بین‌المللی آن‌ها، که از تحصیل در خارج از کشور به دست آمده بود، وابسته بود.
در حالی که شیلی از نظر اجتماعی و مذهبی بسیار محافظه‌کار بود، از دهه ۱۸۷۰ درهای مؤسسات آموزشی به روی زنان گشوده شد. زمانی که سارمینتو در سانتیاگو تبعید شده بود، رفتار لیبرال با زنان و ورود آن‌ها به دانشگاه را توصیه کرد. این امتیاز زمانی اعطا شد که میگل لوئیس آموناتگی وزیر آموزش بود. در سال ۱۸۵۹، زمانی که یک وزیر آموزش سابق مسابقه‌ای برای بهترین مقاله در زمینه آموزش عمومی برگزار کرد، آموناتگی جایزه را دریافت کرد و در مقاله خود از جمله پیشنهاد داد که زنان اجازه ورود به دانشگاه را داشته باشند؛ ایده‌ای که از سارمینتو گرفته بود. با این حال، توسعه آموزش زنان به دلیل جنگ بین شیلی، پرو و بولیوی به تأخیر افتاد. رئیس‌جمهور بالماسدا از حامیان سرسخت آموزش عمومی بود و در زمان او، حدود سال ۱۸۹۰، اولین دبیرستان ملی (لیسئو) برای دختران افتتاح شد. موج اول فمینیسم در شیلی از حدود سال ۱۸۸۴ آغاز شده بود. شیلی یکی از اولین کشورهای آمریکای لاتین بود که زنان را به مؤسسات آموزش عالی پذیرفت و آن‌ها را برای تحصیل به خارج از کشور فرستاد. تا دهه ۱۹۲۰، ۴۹ لیسئوی ملی برای دختران وجود داشت که همگی توسط زنان اداره می‌شدند. علاوه بر این، دو مدرسه حرفه‌ای برای زنان جوان در سانتیاگو و یک مدرسه در هر استان ایجاد شده بود.
شورای ملی زنان خانه‌ای برای دخترانی که در دانشگاه سانتیاگو تحصیل می‌کردند فراهم کرد و به دانشجویان زن در پایتخت کمک می‌کرد. در اوایل قرن بیستم، نزدیک به ۱۰۰۰ زن جوان در دانشگاه شیلی تحصیل می‌کردند. بخش محافظه‌کار این شورا ابتدا بر فعالیت‌های فکری زنان تمرکز داشت، اما بعدها ایده‌های پیشروتری را پذیرفت. اعضای این شورا شامل زنان تأثیرگذار از طبقه متوسط و اشرافی بودند که نفوذ زیادی در جوامع خود، از جمله در بخش‌های دولتی و خصوصی، داشتند. آماندا لابارکا چندین کتاب مهم نوشت، از جمله «فعالیت‌های زنان در ایالات متحده» (۱۹۱۵) و «زن به کجا می‌رود؟» (۱۹۳۴). او در این مسیر با گروهی از زنان همراه بود که بیشتر آن‌ها در حوزه آموزش در شیلی فعالیت داشتند. در این دوره، چندین نشریه زنان نیز در شیلی منتشر شد که از میان آن‌ها «ال پفلکا» به سردبیری الویرا سانتا کروز قابل توجه است. لابارکا شاید یکی از برجسته‌ترین رهبران فمینیست شیلی به شمار آید.
در سخنرانی‌ای در سال ۱۹۲۲ در کلوپ بانوان سانتیاگو، ناشر شیلیایی ریکاردو سالاس ادواردز اظهار داشت: «طی ۲۵ سال گذشته، پدیده‌های مهمی رخ داده که فرهنگ عمومی زنان و استقلال آن‌ها را بهبود بخشیده است. از جمله این موارد می‌توان به گسترش مؤسسات آموزش ابتدایی و متوسطه برای زنان، مشاغلی که زنان به‌عنوان معلمان نسل کنونی به دست آورده‌اند، تأسیس کارخانه‌ها و شرکت‌های تجاری بزرگ که برای زنان شغل‌های پردرآمد و مستقل از خانه فراهم کرده‌اند، سازمان‌دهی انجمن‌ها و کلوپ‌ها، و در نهایت فعالیت‌های هنری و ادبی یا اقدامات اجتماعی کاتولیک زنان طبقات بالا اشاره کرد که در سال‌های اخیر به‌عنوان محرکی برای کل جنس زن عمل کرده است.»
آماندا لابارکا در ابتدا معتقد بود که درخواست حق رأی برای زنان در شیلی نامناسب است. او در سال ۱۹۱۴ نوشت: «من یک فمینیست مبارز یا طرفدار حق رأی نیستم، زیرا پیش از هر چیز شیلیایی هستم و در شیلی امروز، رأی دادن زنان بی‌مورد است.» اما این دیدگاه با بحران اقتصادی پس از جنگ جهانی اول تغییر کرد، زمانی که زنان بیشتری به طبقه کارگر پیوستند. برای هماهنگی با این مسئولیت اقتصادی جدید، زنان شروع به مبارزه برای حقوق سیاسی، قانونی و اقتصادی کردند. در سال ۱۹۱۹، لابارکا حلقه خوانش بانوان را به شورای ملی زنان تبدیل کرد که از شوراهای زنان بین‌المللی الهام گرفته بود. در اوایل دهه ۱۹۲۰، حزب فمینیستی مترقی با هدف کسب تمام حقوق مورد ادعای زنان تشکیل شد. برنامه این حزب شامل موارد زیر بود:
1. حق رأی در انتخابات محلی و پارلمانی و امکان انتخاب شدن برای مناصب عمومی؛

1. انتشار فهرستی از زنان کاندیدای حزب برای مناصب عمومی؛

1. تأسیس وزارتخانه‌ای برای رفاه عمومی و آموزش، تحت رهبری یک مدیر زن، برای حمایت از زنان و کودکان و بهبود شرایط زندگی

حتی در میان جامعه فمینیستی شیلی، اختلاف‌نظرهایی درباره تأثیر دموکراسی پس از دیکتاتوری بر فمینیسم وجود دارد. اگرچه در دهه ۱۹۹۰ سیاست‌های فمینیستی بیشتری اجرا شد، اما به‌طور پارادوکسیکال صدای سیاسی فمینیست‌ها تا حد زیادی خاموش شد. این بازسازی جنبش فمینیستی پس از دیکتاتوری چالش‌هایی را برای پیشبرد آرمان‌های فمینیستی ایجاد کرده است. گرایشی عمومی به نادیده گرفتن این دوره از تاریخ فمینیسم در شیلی وجود داشته، با وجود اینکه سازمان‌های مهمی همچنان برای رهایی زنان تلاش می‌کردند. در دهه ۱۹۹۰، شکافی بین گروه‌هایی که در داخل نهادها برای ایجاد تغییر فعالیت می‌کردند و گروه‌هایی که می‌خواستند اهداف خود را از ساختارهای مردسالار دور نگه دارند، به وجود آمد. در حالی که اساتید ممتاز برنامه‌های تازه‌تأسیس مطالعات جنسیت و زنان در دانشگاه‌ها بیشتر شنیده می‌شدند، شهروندان عادی اغلب احساس می‌کردند که صدایشان در چارچوب فمینیسم نهادی سرکوب شده است.
اخیراً، جنبش‌های زنان شیلی به تلاش خود برای دفاع از حقوقشان و مشارکت در تمامی سطوح جامعه از طریق سازمان‌های غیردولتی ادامه داده‌اند. به همین ترتیب، یک مانع بزرگ سیاسی برای زنان شکسته شد وقتی که میشل باشله به‌عنوان اولین رئیس‌جمهور زن شیلی انتخاب شد. لورا آلبورنوس نیز در اولین دوره ریاست‌جمهوری باشله به‌عنوان وزیر امور زنان منصوب شد. وظایف این سمت شامل مدیریت «سرویس ملی زنان» (Servicio Nacional de la Mujer یا SERNAM) بود. سرویس ملی زنان (SERNAM) از حقوق قانونی زنان در بخش عمومی حمایت می‌کند. در ابتدای تأسیس این سازمان، برخی نظرات بر این بود که SERNAM برنامه حقوق زنان را تضعیف کرده است، زیرا در تأثیرگذاری بر سیاست‌ها موفق نبود. اما بعدها مشخص شد که این سازمان در ایجاد برنامه‌ها و قوانینی که از حقوق زنان در محیط کار، مدرسه و همچنین جرم‌انگاری خشونت خانگی و حمایت از زنان دفاع می‌کرد، موفق بوده است. موفقیت این سازمان همچنان مورد بحث است، اما توانسته است گام‌های قابل‌توجهی در عمومی‌سازی مسائل و چالش‌هایی که زنان در سراسر شیلی با آن مواجه هستند بردارد. برابری جنسیتی که باشله ترویج داد، پس از او ادامه نیافت. در اولین دولت او، نیمی از وزارتخانه‌ها توسط زنان اداره می‌شد، اما در دولت جانشین او، سباستین پینیه‌را، این رقم به‌سختی به ۱۸ درصد رسید.

## دسترسی زنان به حق رأی در شیلی و تحولات جنبش فمینیستی
شیلی به‌عنوان یکی از محافظه‌کارترین کشورهای آمریکای لاتین شناخته شده است. این ویژگی به‌ویژه در مبارزه زنان برای کسب آزادی در زمینه حق رأی آشکار بوده است. دولت شیلی که به کاتولیسیسم اهمیت ویژه‌ای می‌دهد، زنان را در چارچوبی مردسالارانه و خانگی قرار داده و از این موضوع به‌عنوان توجیهی برای محدود کردن حقوق زنان استفاده کرده است. اگرچه اولین زن، دومیتیلا سیلوا ای لِپه، در سال ۱۸۷۵ رأی داد، اما حق رأی تا اوایل قرن بیستم همچنان مانعی بزرگ برای حقوق زنان در شیلی بود. در سال ۱۹۲۲، گراسیلا ماندوخانو همراه با دیگر زنان، «حزب مدنی زنان» (Partido Cívico Femenino) را تأسیس کرد که بر کسب حق رأی برای زنان متمرکز بود. زنان سرانجام در سال ۱۹۴۹ به‌طور رسمی حق رأی به دست آوردند. در آن زمان، زنان و مردان در حوزه‌های رأی‌گیری جداگانه رأی می‌دادند، تلاشی که برای کاهش تأثیرگذاری دیگران بر انتخاب زنان انجام می‌شد. همچنین زنان معمولاً محافظه‌کارانه‌تر از مردان رأی می‌دادند که نشان‌دهنده تأثیر مذهب بر الگوهای رأی‌دهی بود. گرچه بسیاری از سازمان‌ها پس از اعطای حق رأی منحل شدند، اما «حزب زنان شیلی» (Partido Femenino Chileno) که در سال ۱۹۴۶ توسط ماریا د لا کروز تأسیس شده بود، به رشد و فعالیت خود برای حقوق بیشتر زنان ادامه داد. تأثیر زنان شیلیایی بر سیاست در چندین انتخابات ریاست‌جمهوری مشهود بود؛ برای مثال، اگر زنان در انتخابات سال ۱۹۵۸ رأی نمی‌دادند، سالوادور آلنده پیروز می‌شد. در دوره دیکتاتوری شیلی (۱۹۷۳–۱۹۹۰)، پیشرفت در زمینه حقوق زنان در مقایسه با دوره‌های دیگر متوقف شد. با این حال، این وضعیت مانع از فعالیت برخی گروه‌های فمینیستی نشد. راهپیمایی زنان در سال ۱۹۷۱ علیه سالوادور آلنده نمونه‌ای از این فعالیت‌ها بود که اثرات بلندمدتی داشت؛ از جمله تثبیت نقش زنان در سیاست و تبدیل روز راهپیمایی به «روز ملی زنان». پس از دیکتاتوری، به‌طور پارادوکسیکال صدای سیاسی زنان تا حدی کمرنگ شد. با موج جدید فمینیسم در شیلی، اولین رهبر زن، میشل باشله، در سال ۲۰۰۶ به‌عنوان سی‌وچهارمین رئیس‌جمهور انتخاب شد. او پس از پایان دوره اول خود که امکان انتخاب مجدد فوری نداشت، به‌عنوان اولین مدیر اجرایی «نهاد سازمان ملل برای برابری جنسیتی و توانمندسازی زنان» (UN Women) منصوب شد و در ۱۱ مارس ۲۰۱۴، با آغاز دوره دوم خود، سی‌و‌ششمین رئیس‌جمهور شیلی شد.

## رهبران جنبش فمینیستی در شیلی
خولیتا کرک‌وود، متولد ۱۹۳۷، به‌عنوان بنیان‌گذار جنبش فمینیستی دهه ۱۹۸۰ و یکی از آغازگران سازمان‌دهی مطالعات جنسیتی در دانشگاه‌های شیلی شناخته می‌شود. او پس از تحصیل در دانشگاه شیلی، تحت تأثیر انقلاب ۱۹۶۸ فرانسه قرار گرفت. در مرکز ایدئولوژی‌های او شعار «دموکراسی بدون فمینیسم وجود ندارد» قرار داشت. کرک‌وود که از ایده‌های جامعه‌شناس انزو فالتو تأثیر پذیرفته بود، به چارچوب نظری «فلاکسو» (FLACSO) در زمینه اقدامات شورشی در مبارزات فمینیستی کمک کرد. او نه‌تنها نظریه‌پردازی کرد، بلکه زندگی‌ای سرشار از کنشگری داشت؛ از جمله عضویت در «MEMCh 83» و مرکز مطالعات زنان. او همچنین مقالاتی انتقادی در مجله‌ای به نام «فوریا» منتشر کرد. کتاب او با عنوان «سیاست‌ورزی در شیلی» نشان داد که چگونه دانشگاه‌ها به جنبش‌های اجتماعی دهه ۱۹۸۰ کمک کرده‌اند. کرک‌وود برای دسترسی برابر زنان به دانش علمی و همچنین برای یک نظام آموزشی عادلانه‌تر مبارزه کرد.
آماندا لابارکا نیز یکی از پیشگامان فمینیسم در شیلی بود که راه را برای فمینیسم امروزی هموار کرد.

## موج فمینیستی سال ۲۰۱۸
جنبش‌های «نی اونا منوس» (Ni una menos) و «من هم» (Me Too) راهپیمایی‌هایی را در شیلی در نوامبر ۲۰۱۶، مارس ۲۰۱۷ و اکتبر ۲۰۱۷ به راه انداختند تا علیه خشونت بر زنان اعتراض کنند. پس از روی کار آمدن سباستین پینیه‌را به‌عنوان رئیس‌جمهور در مارس ۲۰۱۸، راهپیمایی‌های زنان و اشغال دانشگاه‌ها از آوریل تا ژوئن ۲۰۱۸ گسترش یافت. این اعتراضات علیه فرهنگ مردسالاری، خشونت خانگی، آزار جنسی و رفتارهای جنسیت‌زده در دانشگاه‌ها و مدارس، و همچنین برای دفاع از حقوق سقط جنین برگزار شد.